# Дюсерсо, Жак Андруэ Первый
Жак Андруэ Дюсерсо́ (фр. Jacques Androuet du Cerceau, Du Cerceau, Ducerceau; 1510, Париж — 1585, Анси, юго-восточная Франция), именуемый Первым для отличия от Жака Андруэ Дюсерсо II, или Младшего, сына-архитектора, — французский архитектор, рисовальщик и гравёр эпохи Французского Ренессанса, глава большой семьи архитекторов и декораторов. Более известен орнаментальными гравюрами и теоретическими сочинениями на тему архитектуры, чем постройками. Его статуя украшает здание Лувра (крыло Сюлли).

## Семья художников Дюсерсо

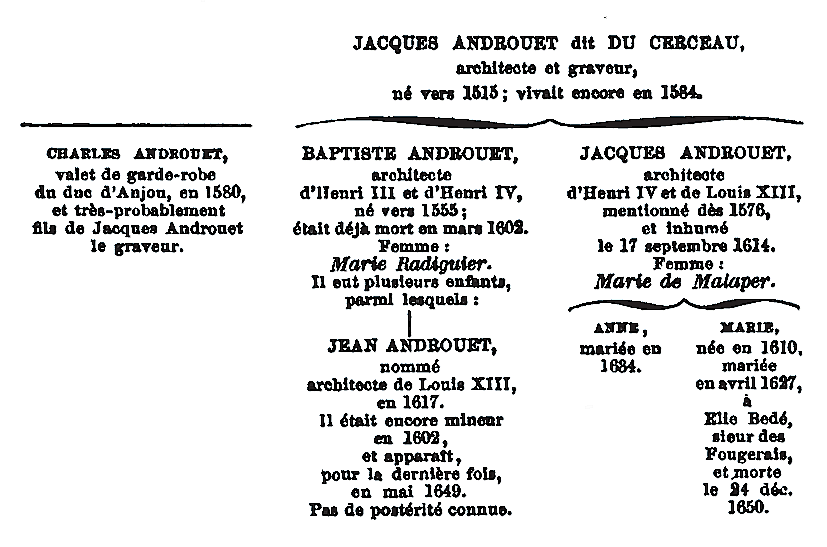
Генеалогическое древо семьи Дюсерсо

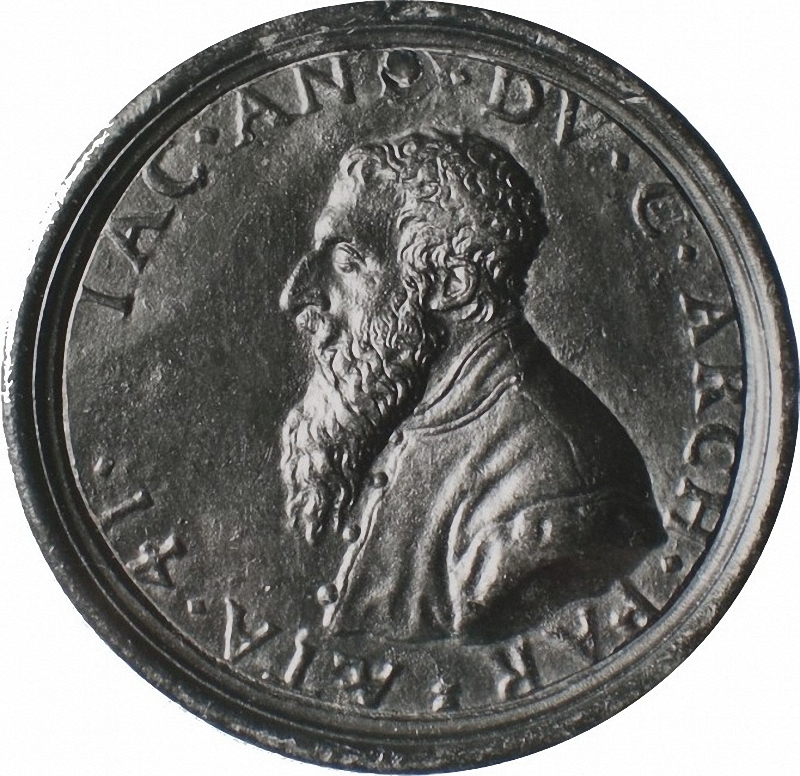
Медаль: Ж.-А. Дюсерсо. Бронза. Британский музей, Лондон

Дюсерсо — большая семья французских архитекторов, орнаменталистов и художников-декораторов XVI—XVIII веков, возможно, происходившая из Орлеана. Их предки были протестантами, ремесленниками-бондарями и над их мастерской в предместье Парижа висела вывеска в виде обруча для бочки (фр. cerceau). По иной версии обруч (cerceau) — эмблема таверны, которую держал в Париже родоначальник семьи.
У Жака Андруэ Дюсерсо Первого было двое сыновей, продолжателей семейного дела: Батист Андруэ Дюсерсо (1544—1602) и Жак Андруэ Дюсерсо Второй (1550—1614), оба архитекторы. Старший сын: Батист Андруэ, был придворным архитектором французских королей Генриха III и Генриха IV; он заменил в Париже умершего в 1578 году Пьера Леско. Младший сын: Жак Андруэ Второй, стал секретарём герцога Анжуйского (1576), рисовальщиком и гравёром, с 1602 года «Смотрителем королевских зданий».
Жан Андруэ Дюсерсо (1585—1649), сын Батиста и внук Дюсерсо Первого, был архитектором короля Людовика XIII, автором проекта Отеля Сюлли в Париже (1624).
Из этой семьи происходил Поль Андруэ Дюсерсо (1630—1710) — рисовальщик-орнаменталист, гравёр, золотых и серебряных дел мастер.
К этой же семье принадлежал Саломон де Бросс, племянник Дюсерсо Первого, — самый влиятельный французский архитектор начала XVII века, представитель маньеризма. Художниками были и другие члены семьи.

## Биография и творчество Жака Андруэ Дюсерсо Первого
Местом рождения Дюсерсо Первого иногда называют Монтаржи (департамент Луары), однако Париж является наиболее правдоподобной гипотезой. В юношеском возрасте он работал в Италии (1531—1533), где познакомился с античной и итальянской ренессансной архитектурой, прежде всего постройками Палладио.
В юности он также провёл некоторое время в Монтаржи, где жил в доме Рене де Франс, герцогини Монтаржи и Шартрской, младшей дочери короля Людовика XII и вдовы герцога Феррарского, которая приветствовала в своем замке многих известных гугенотов. Дюсерсо работал над реконструкцией замка Монтаржи (позднее замок был разрушен), который он описал в своей книге «Самые превосходные здания во Франции». Ему также приписывают хор приходской церкви Сент-Мари-Мадлен.
Дюсерсо использовал элементы итальянской архитектуры в проектах замков-дворцов, не сохранившихся до нашего времени — Шарлеваль в одноимённой коммуне Нормандии (Charleval; 1570—1574) и Вернёй-ан-Алатт в Пикардии (ок. 1558; снесён в 1734—1774 гг.). Замок в Вернёе в 1600 году был приобретён королём Генрихом IV; он послужил образцом при возведении Люксембургского дворца в Париже.
Многие архитектурные работы Дюсерсо Первого атрибутируются с трудом, поскольку в истории искусства на раннем периоде изучения часто отождествляли имена Дюсерсо Старшего и его сыновей. Поэтому его творчество главным образом изучается по его гравюрам. Гравюры Дюсерсо имеют важное историографическое значение. Так, например, многие несохранившиеся постройки выдающегося архитектора Французского Ренессанса Филибера Делорма мы знаем только благодаря работе Дюсерсо.
Орнаментальные композиции Дюсерсо также сохранились в гравюрах. Жак-Андруэ Дюсерсо — выдающийся рисовальщик-орнаменталист. Наряду с Жаном Береном считается предтечей стиля французского Регентства и рококо, несмотря на то, что его творчество полностью принадлежит шестнадцатому столетию. Источником вдохновения Дюсерсо, как и Берена, служили гротески работы Рафаэля с учениками в Ватикане и Франческо Приматиччо во дворце Фонтенбло. Дюсерсо — создатель серий «Малых арабесок», «Больших арабесок» (1566), проектов мебели, деталей оформления интерьера — всего около 1900 офортов. От знаменитых «беренад» его работы отличают ещё бо́льшая лёгкость, ажурность и изящество орнаментов. Дюсерсо — автор «Книги об архитектуре» (Livre d’architecture … contenant les plans & dessaings de cinquante bastimens tous differens…, 1559). По рисункам Дюсерсо работали многие гравёры, в частности итальянский рисовальщик и гравёр Энеа Вико.

## Галерея

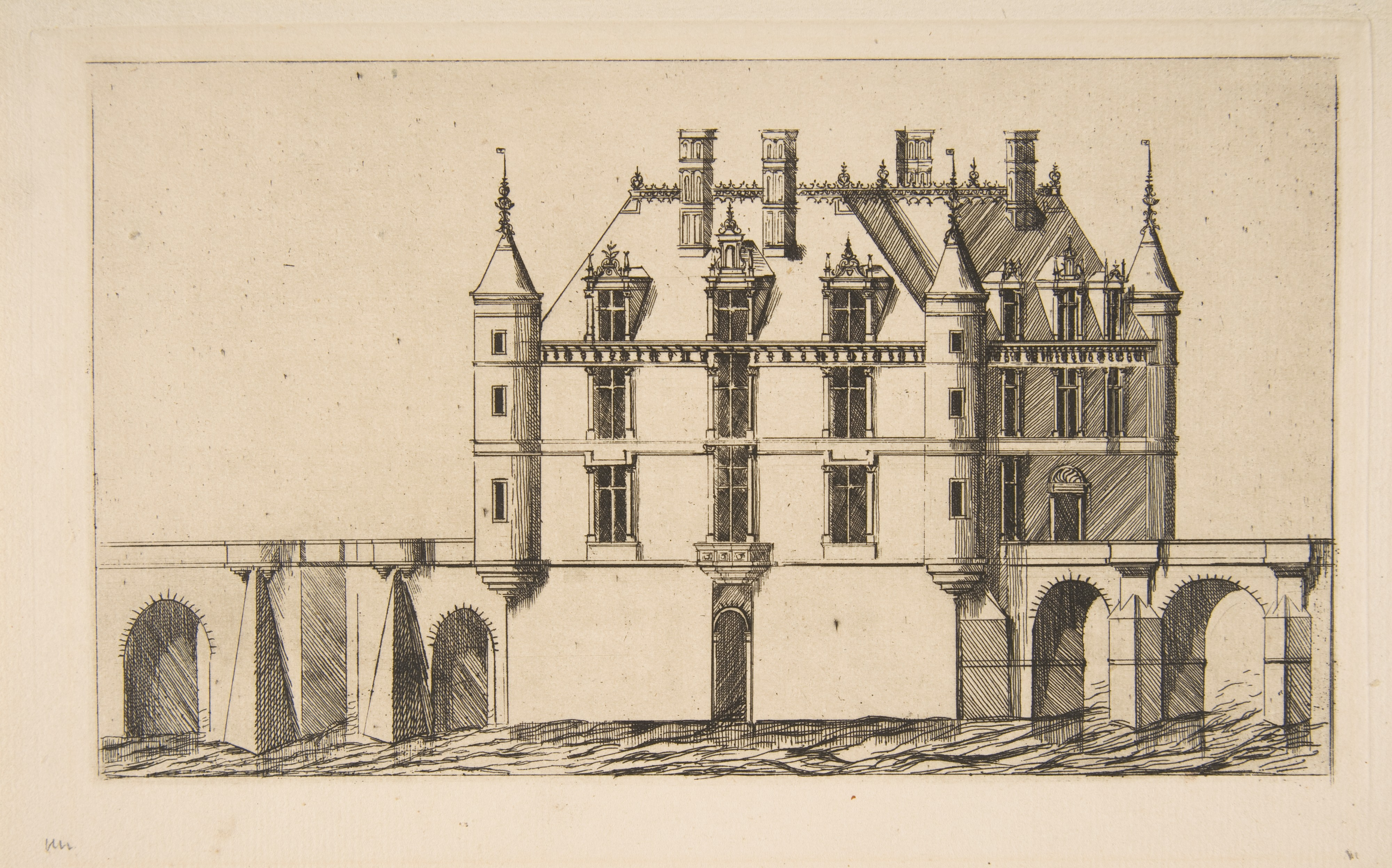
Замок Шенонсо. Проект Ж.-А. Дюсерсо
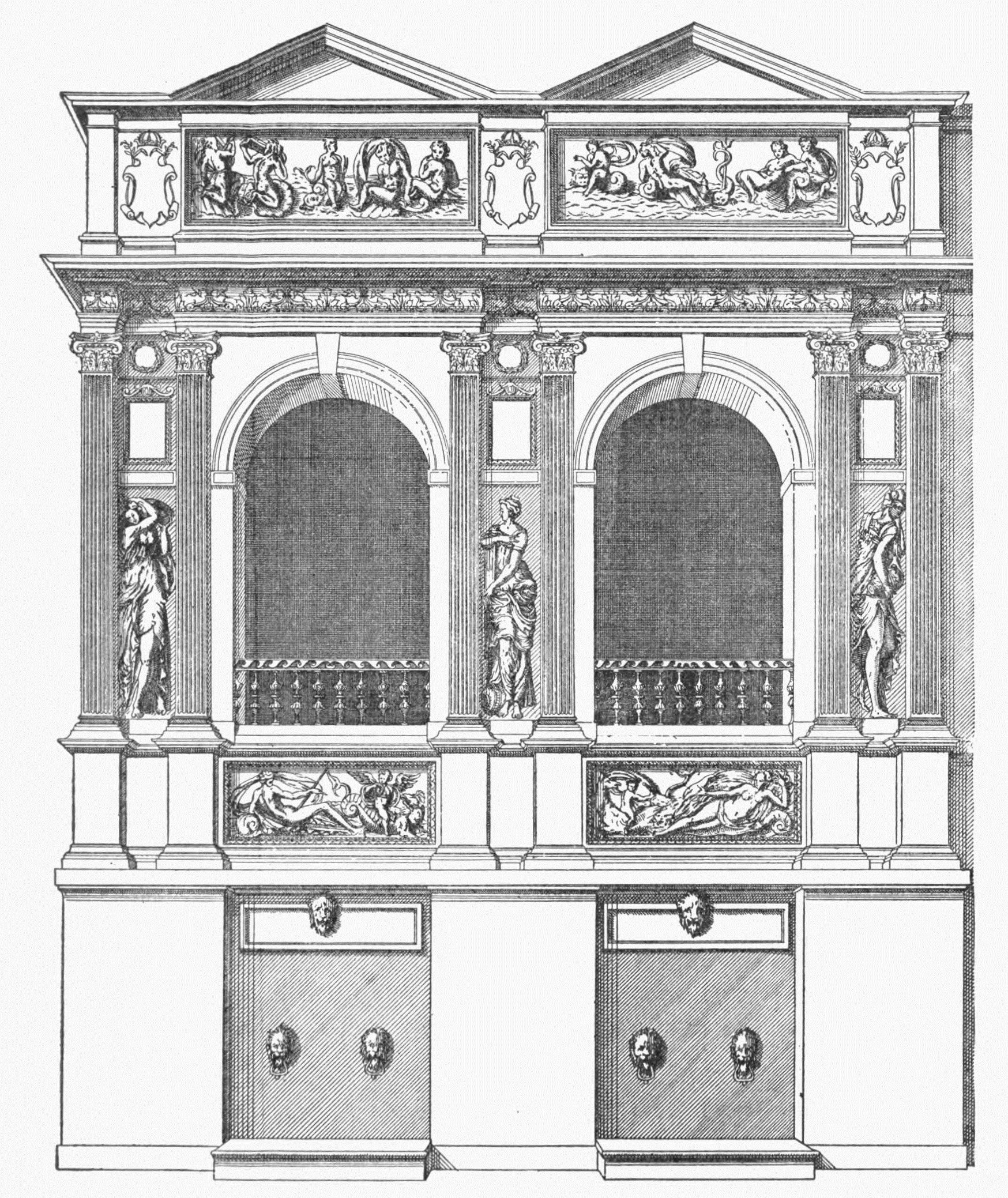
Фонтан Невинных в Париже. Архитекторы П. Леско и Ж. Гужон. Первый проектный вариант. Гравюра Ж.-А. Дюсерсо. 1560
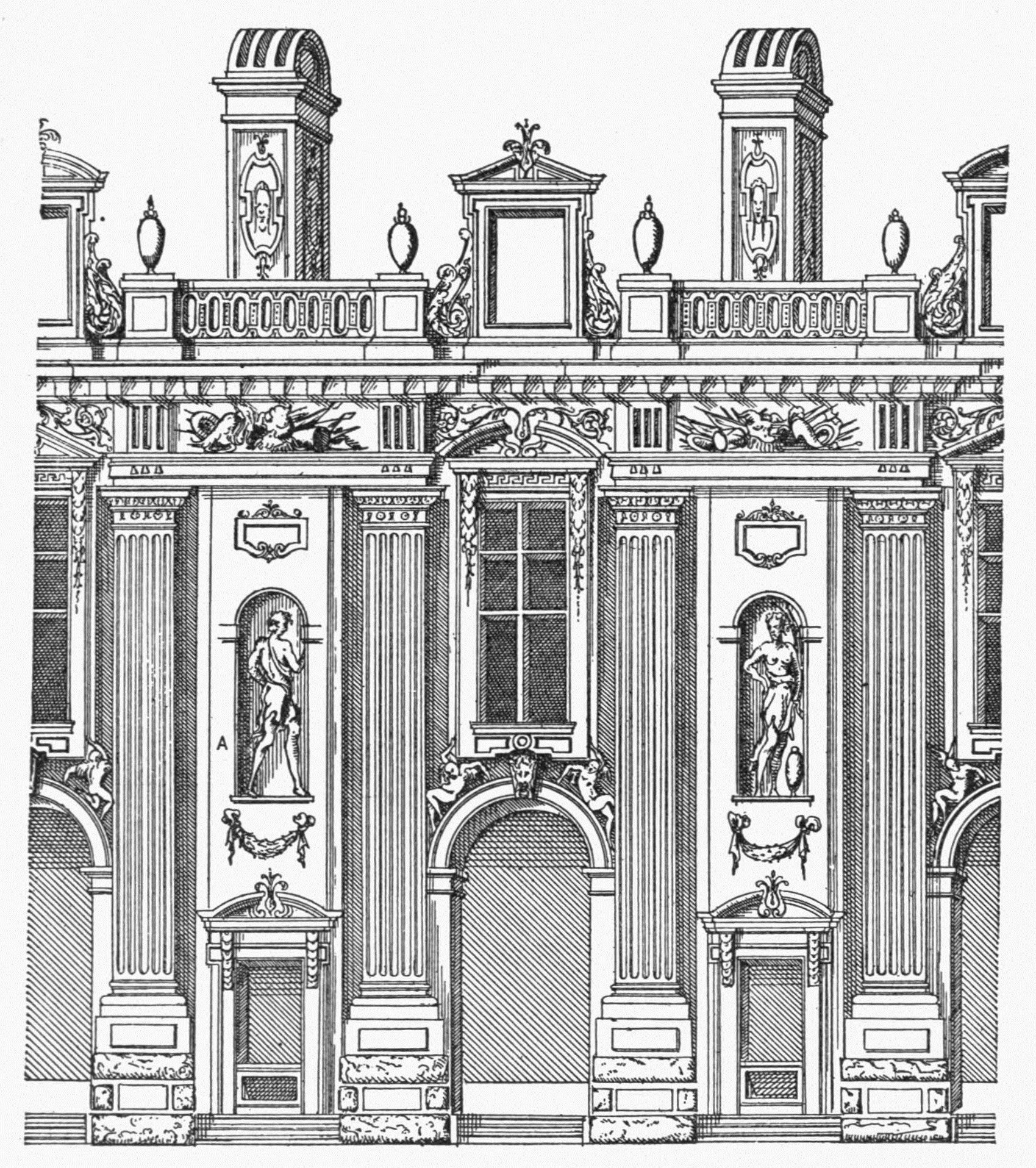
Офорт из серии «Характер ренессансной архитектуры»
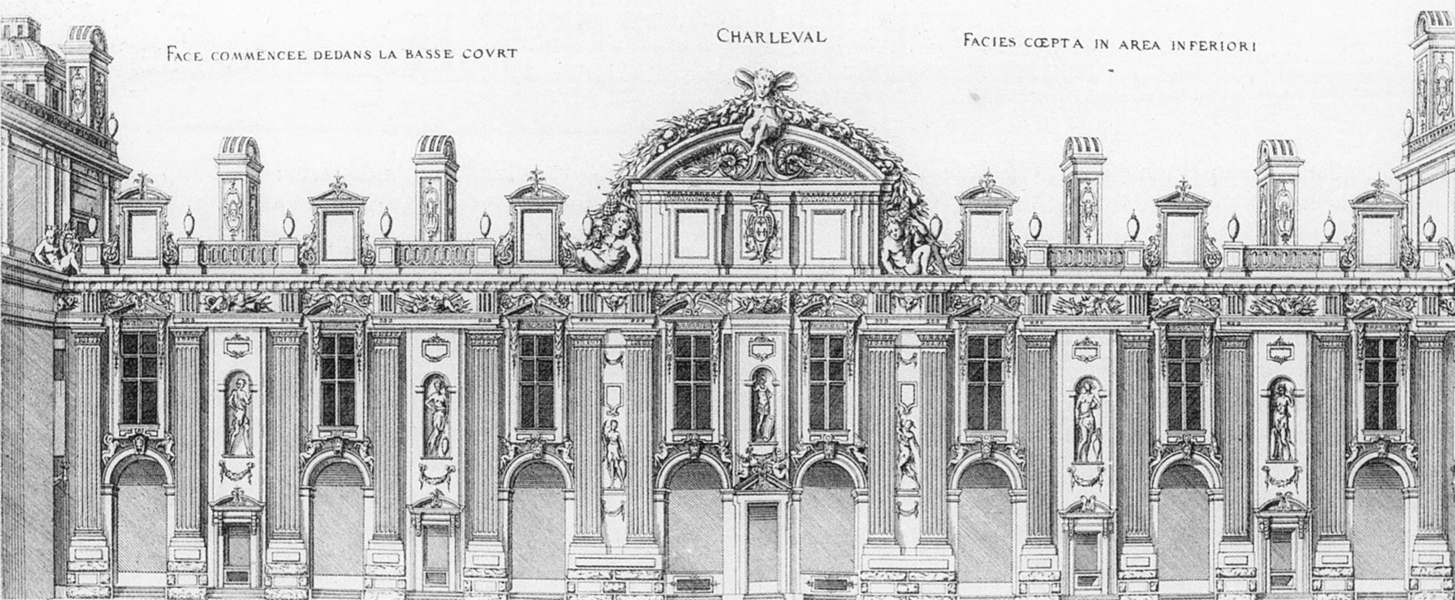
Фасад замка Шарлеваль. Иллюстрация второго тома «Прекраснейших зданий Франции». 1579
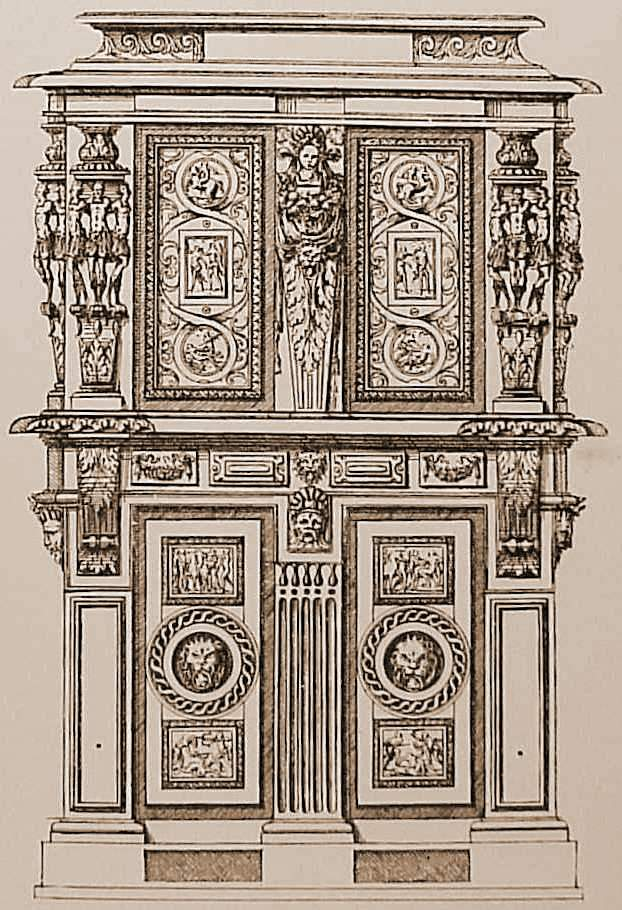
Кабинет. 1550-е. Офорт
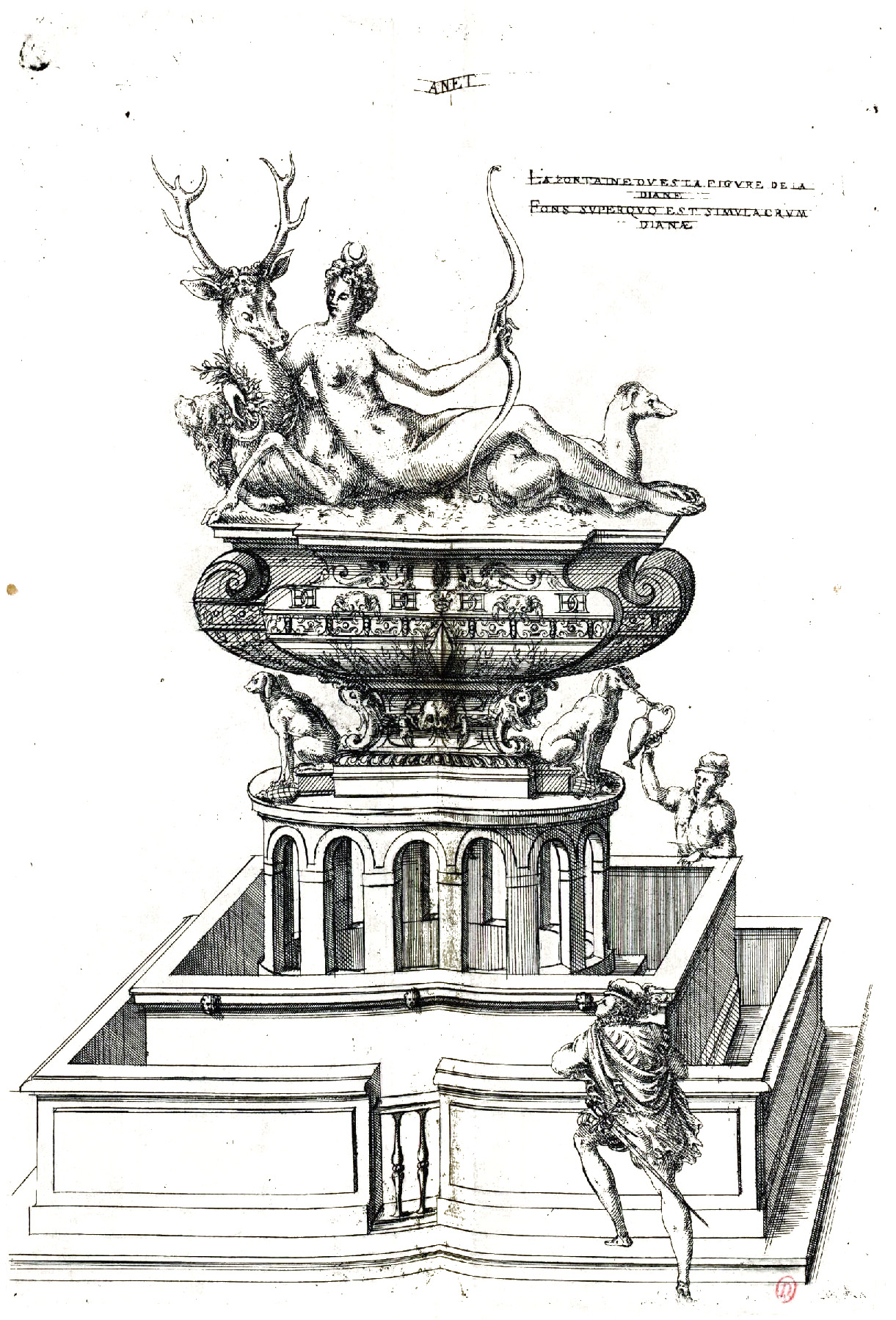
Фонтан Дианы в парке замка Ане. Иллюстрация издания «Прекраснейшие здания Франции». 1579
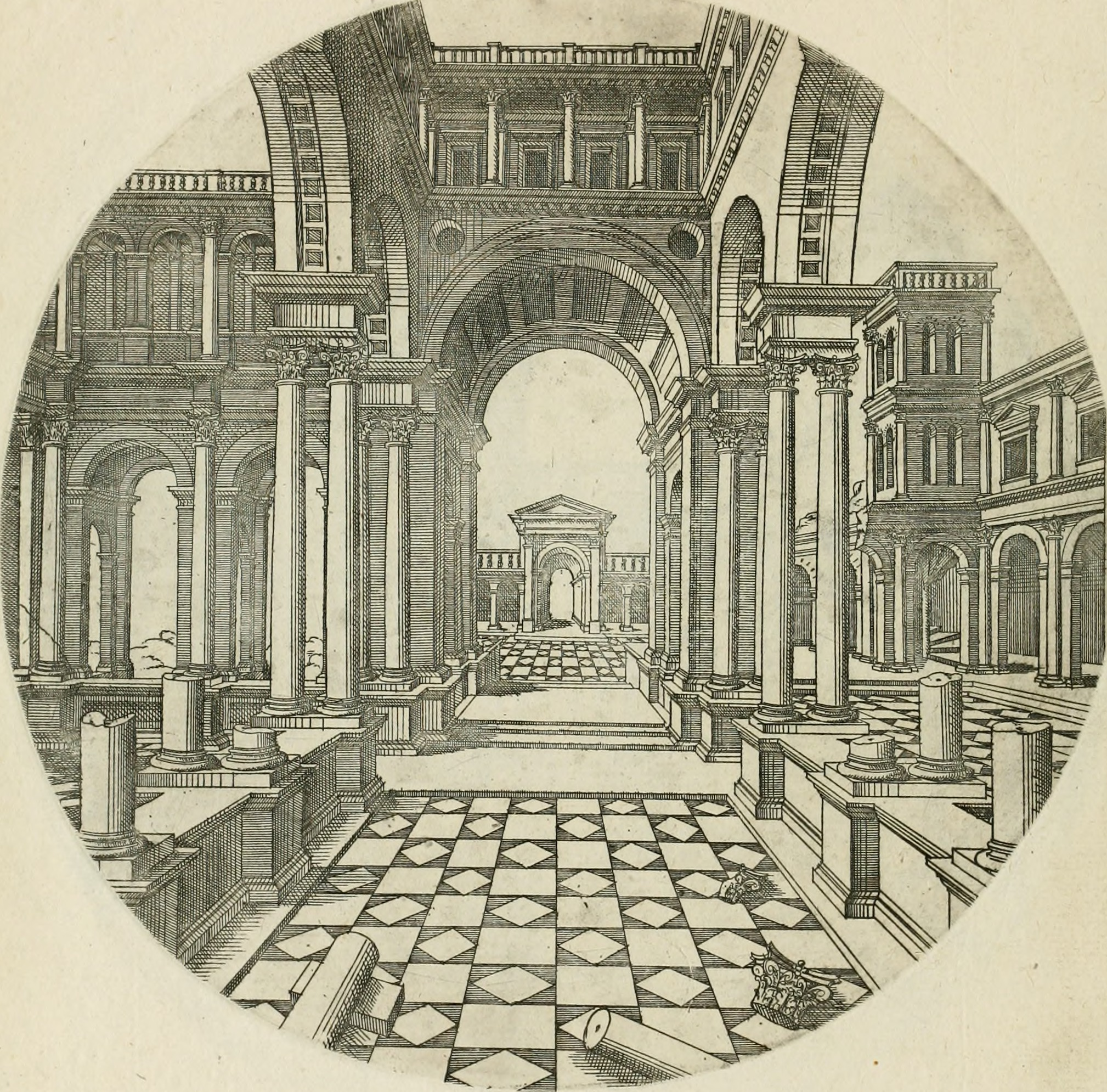
Офорт из серии «Шесть архитектурных сюит». 1549
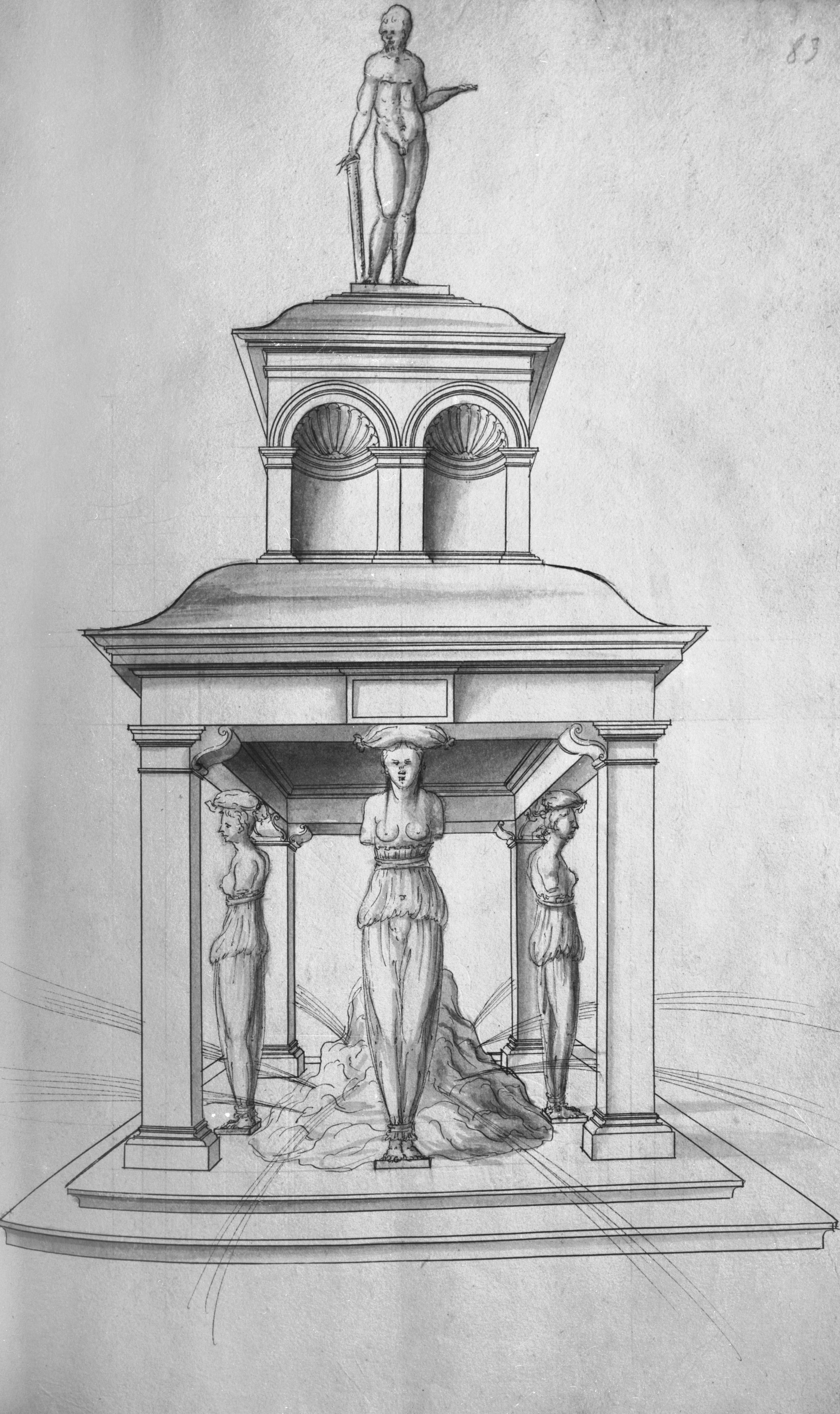
Архитектурная фантазия. 1560. Офорт. Пти-Пале, Париж
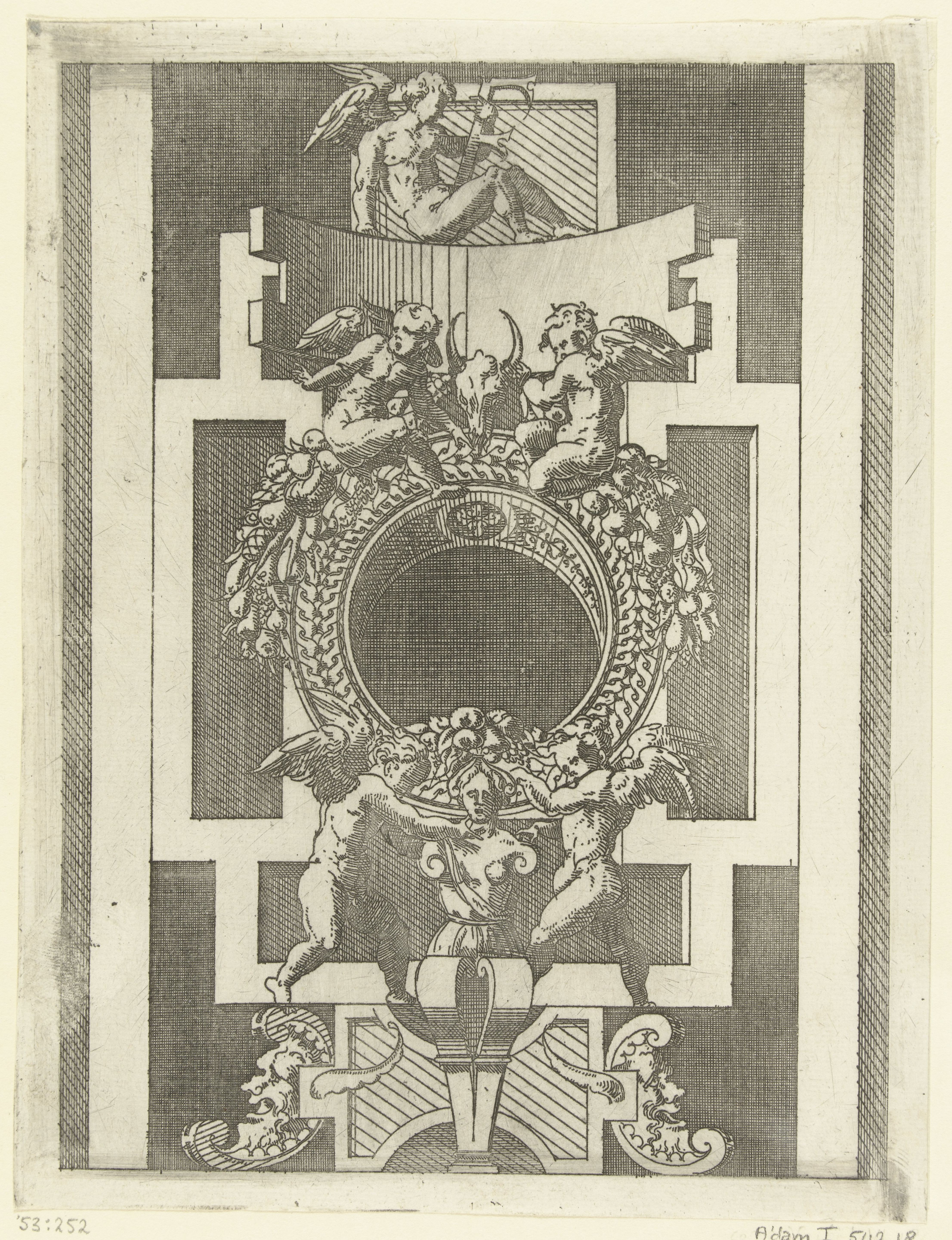
Офорт из серии "Плафоны и картуши в рамке свитков с гротесками, гирляндами и маскаронами"

## Издания
Серии офортов:
- Собрание 25 гравюр триумфальных арок (лат. Quinque et viginti exempla arcuum...; Орлеан, 1549 Архивная копия от 27 января 2017 на Wayback Machine);
- «Duodecim fragmenta sculpurae veteris» с рисунками Леонарда Тири[19] (там же, 1550);
- «Aliquot templorum antiquo more constructorum exemplaria» (там же, 1550);
- «Liber deopicturae genere quod Grottesche vocant itali. Continet enim venustissimas opticis, quam perspectivam nominant, viginti figuras, quam fieri potuitaccuratissime excusas atque expressas» (там же, 1550);
- «Книга архитектуры» (Livre d’architecture), том 1 Архивная копия от 25 марта 2016 на Wayback Machine (Париж, 1559); т. 2, 62 гравюры Архивная копия от 4 апреля 2016 на Wayback Machine (П., 1561); том 3, 38 гравюр Архивная копия от 14 апреля 2013 на Wayback Machine (П., 1582);
- «Уроки перспективы» (Leçons de perspective positive, П., 1576, 60 гравюр Архивная копия от 29 марта 2016 на Wayback Machine);
- «Прекраснейшие здания Франции» (Des plus excellents bastiments de France…), том 1, 67 гравюр Архивная копия от 2 мая 2014 на Wayback Machine (1576), т. 2, 68 гравюр Архивная копия от 2 мая 2014 на Wayback Machine (1579) — детально воспроизведённое описание 31 здания во Франции XVI века;
- «Livre des Edifices antiques Romains» (63 гравюры, предположительно Женева);
- «Античные арки и монументы» (1560);
- «Petit traitte des cinq ordres de colomnes» (П., 1583 Архивная копия от 5 апреля 2016 на Wayback Machine).